# Карнеги-Браун, Оливия
Оливия Фрэнсис Карнеги-Браун (англ. Olivia Frances Carnegie-Brown; род. 28 марта 1991, Вестминстер, Большой Лондон) — британская гребчиха, выступавшая за сборную Великобритании по академической гребле в период 2008—2016 годов. Серебряная призёрка летних Олимпийских игр в Рио-де-Жанейро, чемпионка Европы, победительница и призёрка многих регат национального значения.

## Биография
Оливия Карнеги-Браун родилась 28 марта 1991 года в Вестминстере, Лондон, Англия. Заниматься академической греблей начала во время учёбы в школе, позже проходила подготовку в гребной команде Университета Оксфорд Брукс.
Впервые заявила о себе в гребле на международной арене в 2008 году, выиграв бронзовую медаль в распашных безрульных четвёрках на юниорском мировом первенстве в Австрии. Год спустя на аналогичных соревнованиях во Франции стала серебряной призёркой в той же дисциплине.
В 2011 году на молодёжном чемпионате мира в Амстердаме заняла пятое место в восьмёрках.
На молодёжном мировом первенстве 2012 года в Тракае выиграла серебряную медаль в безрульных двойках. Попав в основной состав британской национальной сборной, побывала на чемпионате Европы в Варезе, откуда привезла награды серебряного и бронзового достоинства, выигранные в безрульных двойках и рулевых восьмёрках соответственно. Кроме того, дебютировала в Кубке мира, где на одном из этапов получила бронзу в восьмёрках.
В 2013 году на чемпионате мира в Чхунджу стала в восьмёрках четвёртой.
На европейском первенстве 2014 года в Белграде выиграла серебряную медаль в восьмёрках.
В 2015 году в той же дисциплине заняла пятое место на чемпионате Европы в Познани, стала бронзовой призёркой на двух этапах Кубка мира, тогда как на чемпионате мира в Эгбелете показала четвёртый результат.
Выиграв чемпионат Европы 2016 года в Бранденбурге, благополучно прошла отбор на Олимпийские игры в Рио-де-Жанейро. В составе экипажа, куда также вошли гребчихи Мелани Уилсон, Фрэнсис Хотон, Полли Суонн, Кейти Гривз, Джессика Эдди, Карен Беннетт, Зои Ли и рулевая Зои де Толедо, в решающем финальном заезде восьмёрок пришла к финишу второй, уступив около двух с половиной секунд команде Соединённых Штатов, и тем самым завоевала серебряную олимпийскую медаль. Вскоре по окончании этого сезона приняла решение завершить спортивную карьеру.